# Глухое (деревня, Минская область)
Глухое (бел. Глухое) — деревня в Червенском районе Минской области Беларуси. Входит в состав Рованичского сельсовета.

## Географическое положение
Расположена в 19 километрах к северо-востоку от Червеня, в 52 км от Минска.

## Название
Название Глухое дано по названию одноименного озера, по состоянию на вторую половину XIX века располагавшегося в километре к северо-западу от деревни.

## История
На карте Шуберта 1870 года в километре к северо-западу нынешней деревни отмечено озеро Глухое, однако каких-либо населённых пунктов вблизи него не отмечено. Согласно переписи населения Российской империи 1897 года, Глухое — усадьба в Беличанской волости Игуменского уезда Минской губернии, насчитывавшая 3 двора, где проживали 30 человек. На начало XX века населённый пункт существовал как урочище, его население сократилось до 25 человек, число дворов осталось прежним. На 1917 год здесь было 27 жителей. 20 августа 1924 года оно вошло в состав вновь образованного Рованичского сельсовета Червенского района Минского округа (с 20 февраля 1938 — Минской области). Согласно переписи населения СССР 1926 года в урочище 7 дворов, где проживали 32 человека. Во время Великой Отечественной войны в лесах в районе деревни развернули активную деятельность партизаны бригады «Разгром». На 1960 год население деревни составило 44 человека. В 1980-е годы она относилась к совхозу «Рованичи». На 1997 год здесь было 5 домов и 6 жителей. На 2013 год 2 жилых дома, 2 постоянных жителя.

## Население
- 1897 — 3 двора, 30 жителей
- 1908 — 3 двора, 25 жителей
- 1917 — 3 двора, 27 жителей
- 1926 — 7 дворов, 32 жителя
- 1960 — 44 жителя
- 1997 — 5 дворов, 6 жителей
- 2013 — 2 двора, 2 жителя